# Jeppe Curth
Jeppe Lund Curth (Farum, Dinamarca, 21 de marzo de 1984) es un exfutbolista danés. Jugaba de delantero y su último equipo fue el Viborg FF.

## Biografía
Jeppe Curth empezó su carrera futbolística en las categorías inferiores del FC Nordsjælland. Pronto el Feyenoord neerlandés se fijó en él y lo incorporó a la cantera. Ante la falta de oportunidades para debutar con el primer equipo, su club decide cederlo. De esta forma Jeppe Curth recaló en el Excelsior Rotterdam, donde jugó 19 partidos de liga y anotó 8 goles.
Al año siguiente, en 2005, regresó a su país para fichar por el club Aalborg BK. Empezó jugando como centrocampista, pero a partir de  2007 actuó como delantero debido a la marcha de su compañero Rade Prica. Curth tuvo mucho que ver en la conquista del título de Liga en 2008, ya que fue el máximo anotador del campeonato con 17 goles. Además, esa temporada consiguió un hat-trick contra el Aarhus GF el 8 de octubre.

## Selección nacional
Curth no logró debutar con la selección mayor de Dinamarca, aunque sí jugó con las categorías inferiores.
En 2002 la Unión Danesa de Fútbol lo nombró: "Mejor jugador de la selección danesa sub-19".

## Clubes
| Club                 | País         | Año       |
| -------------------- | ------------ | --------- |
| Excelsior Rotterdam  | Países Bajos | 2004-2005 |
| Aalborg Boldspilklub | Dinamarca    | 2005-2013 |
| FC Midtjylland       | Dinamarca    | 2013-2014 |
| Viborg FF            | Dinamarca    | 2014-2017 |

## Títulos
- 1 Liga de Dinamarca (Aalborg BK, 2008)
- Mejor jugador de la Selección danesa sub-19 (2002)
- Máximo goleador de la SAS Ligaen (temporada 2007-08)